# Prison de Wandsworth
HM Prison Wandsworth
La prison de Wandsworth (en anglais : HM Prison Wandsworth) est une prison britannique de catégorie B. Considérée probablement comme l’une des plus célèbres prisons londoniennes[Par qui ?], elle se situe dans le quartier de Wandsworth, dans le district éponyme.
Elle est au XXIe siècle la plus grande prison de la capitale et l'une des plus importantes en Europe occidentale, avec une capacité similaire à la prison de Liverpool, soit environ 1 665 détenus en mai 2009.
Du temps où la peine de mort existait au Royaume-Uni, elle fut le théâtre de nombreuses pendaisons dont certaines restèrent dans les annales judiciaires du Pays.

## Historique

### Architecture
La prison a été construite en 1851, son nom était alors la Surrey House of Correction (« maison de correction du Surrey »). Elle a été conçue selon le système séparé où tous les bâtiments, renfermant un certain nombre de cellules rassemblées autour d’un corridor central, rayonnent à partir d'un point de contrôle central. Chaque prisonnier dispose dans sa cellule de toilettes individuelles. Celles-ci furent ensuite enlevées afin d'augmenter la capacité des prisons, les prisonniers devant utiliser des pots de chambre jusqu'en 1996.

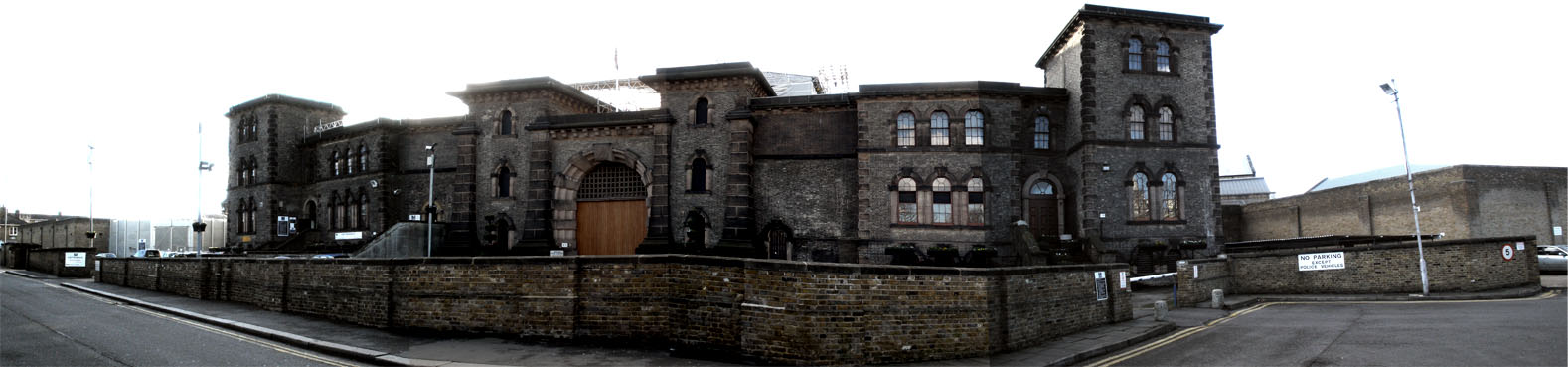
La prison vue de Heath field Road.

### Châtiments corporels
L’utilisation de châtiments corporels était notamment destinée à maintenir une certaine discipline au sein de la population carcérale. Cependant, certains d’entre eux ne purent supporter cette humiliation. Ainsi en 1930, le détenu James Edward Spiers, purgeant une peine de 10 ans pour des vols à main armée, se suicida devant les juges de paix qui étaient à Wandsworth afin de lui infliger 15 coups de fouet.
Néanmoins en 1951, la prison de Wandsworth sera choisie comme site pour la mise en œuvre de châtiments corporels infligés dans la prison sous les ordres du magistrat : soit dans le cadre de la peine principale, soit dans le cadre d’une sanction disciplinaire pour manquement au règlement intérieur de la prison. Pour la flagellation, on utilisait alors une branche de bouleau ou un chat à neuf queues.

### Exécutions capitales
Wandsworth a été le site de 135 exécutions, entre 1878 et 1961. La potence était située dans l'aile « E ». La salle d’exécution était en fait établie sur trois niveaux : à l’étage supérieur, la corde était attachée à une chaine elle-même fixée à une immense poutre en chêne. À l’étage intermédiaire, se tenait le bourreau qui y réceptionnait le condamné. Enfin, l’étage inférieur (appelé aussi « fosse ») vers lequel le supplicié tombait dès que l’exécuteur avait actionné la trappe (le décès y était également constaté par le médecin de la prison).
Parmi les personnes exécutées par pendaison dans la prison :
- Kate Webster (1849-1879)
- George Chapman (1865–1903)
- George Johnson Armstrong (1921–1942)
- Gordon Cummins, l'Éventreur du Blackout (1914–1942)
- George Henry Lamson (1852-1882)
- Duncan Scott-Ford (1921–1942)
- August Sangret (1913–1943)
- John Amery (1912–1945)
- William Joyce (« Lord Haw-Haw ») (1906–1946)
- John George Haigh (1909–1949)
- Derek Bentley (1933–1953)
- Guenther Podola (1929–1959)

Le 25 avril 1951, une double exécution eut lieu à Wandsworth : Edward Smith et Joseph Brown se trouvaient sur la potence ensemble et ont été exécutés simultanément.
À l'exception de Scott-Ford, Joyce et Amery, qui ont été reconnus coupables de trahison, toutes les exécutions l'ont été pour assassinat.
Les dernières exécutions à Wandsworth furent celles de Victor John Terry (le 25 mai 1961), et Henryk Niemasz (le 8 septembre 1961).
En 1993, la potence a été démontée, le local est maintenant utilisé comme salon de thé pour les gardiens de prison.

### Histoire récente
En décembre 1999, un rapport d'inspection de l’inspecteur des prisons a sévèrement critiqué le régime à la prison de Wandsworth. Le rapport indiquait qu'il y avait « une omniprésente culture de la peur à la prison, et que le personnel a été insensible et indifférent » et coupable d'intimidation, de racisme et de sexisme.
Un rapport d'inspection en juin 2003 a proposé que certains détenus soient retirés de la prison de Wandsworth afin de la désengorger. Le rapport indique également que le dossier des prisons sur les normes de base était « indéfendable ». Toutefois, il fait l'éloge de la prison de Wandsworth dans plusieurs domaines, notamment son travail avec les ressortissants étrangers, l'amélioration des soins de santé et de ses mesures visant à prévenir le suicide et l'automutilation.
En septembre 2004, l'inspecteur en chef a fait valoir que les conditions à la prison de Wandsworth s'étaient détériorées, et qu’elle avait été jugée « faible » par rapport aux quatre critères sur le test de salubrité des prisons. Ces critères comprenaient : l'évaluation de la sécurité, le respect, des activités motivantes et de réinstallation à la prison.
En octobre 2009, des accusations graves ont été portées contre les dirigeants de la prison de Wandsworth. Après une enquête, il s’est avéré que les détenus avaient été temporairement transférés à la prison de Pentonville avant les inspections. Les transferts, qui incluaient les détenus vulnérables, ont été réalisés dans le but de manipuler les chiffres sur la population carcérale.

## Détenus notables
- Oscar Wilde, écrivain
- Ronald Kray dit "Ronnie", chef de bande de crime organisé dans l’East End (avec son jumeau Reginald dit "Reggie")
- Ronnie Biggs, participant à l’attaque du train postal Glasgow-Londres, qui a réussi à s'évader de la prison en 1965 avant de fuir le pays
- Pete Doherty, musicien
- Natalie Scanlon, réalisateur de films pour adultes, scénariste
- Charles Bronson (prisonnier), artiste.
- Keita Craig, fils de Mikey Craig bassiste du groupe des années 1980 Culture Club. Atteint de schizophrénie paranoïde, il s’était pendu le 1er février 2000 à l'âge de 22 ans à Wandsworth à l’aide de ses lacets, après y avoir été placé à la suite d'accusations de vol par la cour de Richmond. Le Service des prisons a, plus tard, payé 20 000 £ de compensation et des excuses à la famille, après qu’une enquête a eu révélé que la mort était due à une négligence de leur part.